# جسر جون كينيدي التذكاري
جسر جون كينيدي التذكاري (بالإنجليزية: John F. Kennedy Memorial Bridge) هو جسر ناتئ يقطع نهر أوهايو، ويربط بين مدينة لويفيل ومدينة جيفرسونفيلي.

## التاريخ
تم تصميم الجسر من قبل الشركة الهندسية هازليت آند اردال (بالإنجليزية: Hazelet & Erdal) الواقعة بمدينة لويفيل.
بدأ مشروع البناء في ربيع عام 1961، وأنجز المشروع في أواخر عام 1963 بتكلفة قدرها 10 ملايين دولار، وأفتتح رسميا في 6 ديسمبر 1963 بعد اغتيال الرئيس الأمريكي جون كينيدي في 22 نوفمبر 1963.

و قد أعلن حاكم ولاية كنتاكي بيرت كومز بتسمية الجسر باسم الرئيس الأمريكي جون كينيدي بعد 4 أيام من اغتياله تكريما له.